# 松山茂助
松山 茂助（まつやま もすけ、1890年12月2日 - 1973年6月25日）は日本の醸造学者、実業家。

## 人物・来歴
長野県下水内郡飯山町（現飯山市）の酒造業者に生まれる。旧制飯山中学校（後の長野県飯山北高等学校、統合により現在は長野県飯山高等学校）を経て北海道帝国大学農学部卒業。恵迪寮OBで、1969年度寮歌『藻岩の緑』の作詞を担当。ビール醸造学を修めて1919年日本麦酒鉱泉に入社。カタラーゼに関する研究で農学博士号を得る。研究部長となりドイツに留学。1961年日本麦酒（サッポロビール）社長に就任。1968年正月、歌会始の召人となる。歌集に「川」がある。

## 著書
- 『麦酒・ウィスキー』大谷書店, 1951
- 『千曲川 歌集』(歩道叢書 短歌研究社, 1965
- 『麦酒醸造学』東洋経済新報社, 1970